# Idsowe
Idsowe är en kulle i Kenya.   Den ligger i länet Tana River, i den sydöstra delen av landet, 400 km öster om huvudstaden Nairobi. Toppen på Idsowe är 26 meter över havet.
Terrängen runt Idsowe är mycket platt, och sluttar österut. Runt Idsowe är det ganska glesbefolkat, med 21 invånare per kvadratkilometer. Trakten runt Idsowe består i huvudsak av gräsmarker.